# 913
913 је била проста година.

## Догађаји
- Википедија:Непознат датум — Константин Порфирогенит дошао на византијски престо

- 6. јун – Цар Александар III  умире од исцрпљености док је играо игру тзиканион (византијски назив за поло). Наследио га је његов 8-годишњи нећак Константин VII Порфирогенет („рођен у пурпуру“), син покојног цара Лава VI (Мудрог). Владом управља Регентски савет који се састоји од Константинове мајке, царице Зоје Карбонопсине, патријарха Николаја Мистика и његовог старатеља Јована Елада.
- Август – Византијско-бугарски рат: Симеон I, владар (кнез) Првог бугарског царства, покреће поход на челу велике бугарске војске и стиже до Цариграда без отпора. Бугари опседају византијску престоницу и граде ровове од Златног Рога до Златне капије на Мраморном мору. После преговора опсада је укинута и Симеон је признат за цара Бугара.
- Српско-Бугарски рат (913-917) Војска кнежевине Србије успешно одбија нападе војски Бугарског каганата.
- Лето – Константин Дука, византијски генерал (магистер милитум), безуспешно покушава, уз подршку неколицине аристократа, да узурпира престо од младог Константина VII. Убијају га у сукобу војници гарде Хетаиреиа, коју је окупио Јован Елад. Његова глава је одсечена и представљена Константину.
- Битка код Ина: Мађари нападају Баварску, Швапску и северну Бургундију. По повратку се суочавају са комбинованим војскама Арнулфа (војвода од Баварске), Ерцхангера и Бурцхарда II (војводе од Швапске), који их побеђују код Ашбаха близу реке Ин (савремена Немачка).
- Краљ Едвард Старији почиње са 'поновним освајањем' Данелава и заузима Есекс.
- Смрт  Еадвулфа II. Наследио га је његов син Еалдред I, којег је скоро одмах протерао краљ Рагнал уа Имаир од сверног Јорка. Еалдред бежи на двор шкотског краља Константина II.
- 913-914 — Поход руске војске на Закавказје и Каспијско море. У кампањи је учествовало до 50 хиљада људи. Једно од острва код Бакуа је заузето. Хазари и Огузи су победили Печенеге између Урала и Волге.
- Калиф Абдулах ал-Махди Билах из Фатимидског калифата замењује непопуларног гувернера Ибн Аби Хинзира Али ибн Омаром ал-Балавијем. Али сицилијански лордови сматрају да је то неприхватљиво и одлучују да прогласе независност Сицилије. Они признају оданост абасидском калифу Ал-Муктадиру и проглашавају аглабидског принца Ахмеда ибн Хороба за емира Сицилије. Сицилијанци поново започињу освајање византијске Калабрије, док Ахмед ибн Кхороб на Сицилији води успешан напад на северноафричке градове Сфакс и Триполи.
- Лето – Папа Анастасије III  умире у Риму после двогодишње владавине. Наследио га је папа Ландо као 121. римски папа.
- Сан Мигуел де Есцалада је изграђен у Леону (северна Шпанија) по наређењу краља Гарсије И (приближан датум).

## Смрти
- Александар III (византијски цар)
- Папа Анастасије III